# クリンゴン語
クリンゴン語（クリンゴンご、クリンゴン語では tlhIngan Hol（ラテン文字表記））は、SFテレビドラマ『スタートレック』シリーズに登場する架空の宇宙人、クリンゴン人が使用する架空の言語である。

## 歴史
クリンゴン語は、スタートレックの出演俳優であるジェームズ・ドゥーアンが映画『スタートレック』のために、基本音素（と少数の単語）を考案したことに始まる。それ以前には、テレビシリーズのエピソード中にクリンゴン人が登場しても全て英語で会話しており、この映画で初めてクリンゴン語の会話が行なわれた。その後、言語学者のマーク・オークランドが完成度の高い人工言語に発展させた。

## 特徴
言語学者のオークランドが「異星人らしく」なるよう慎重に作ったもので、OVS型語順など多数の変わった特徴がある。語彙は「宇宙船」や「軍事行動」といったスタートレック的、クリンゴン的な概念に極度に集中している。そのため、日常会話は難しい場合がある。
にもかかわらず少数の人々（大部分は熱心なスタートレックファンか言語マニア）は、クリンゴン語で会話できる。スキルの高い話者の間では日常会話も行なわれ、『チャック』や『ビッグバン★セオリー』といったテレビドラマや、映画『宇宙人ポール』でも登場人物がギークであることを示す記号として用いられる。また、映画『500ページの夢の束』では、警察官が、怯えたスタートレックファンの主人公にクリンゴン語で話しかけ心を開かせるシーンがある。
架空の言語としては完成度も高く人気があり、ISO 639の言語コードでは 「tlh」 で表されるなど、実在の言語と並ぶ扱いをされることも多い。検索サイトグーグルでは表示言語としてクリンゴン語を選択できる。検索サイトBingの翻訳サービスではクリンゴン語の翻訳機能が提供されている。またウィキペディア・クリンゴン語版も存在したが、現在は閉鎖され、ウィキアに移管された（meta:History of the Klingon Wikipediaおよび外部リンク参照）。
Netflixではスタートレック:ディスカバリーの字幕にクリンゴン語を選択できるサービスを提供している。

## 別名
クリンゴン語は、ときにクリンゴニーズ（英語: Klingonese）とも呼ばれる（特に『宇宙大作戦』第43話「新種クアドトリティケール」（英語: The Trouble with Tribbles）の中では「クリンゴニ」と呼ばれている）。しかし、クリンゴン語話者の間ではこれは、ジョン・M・フォードのスタートレック小説に記述されたもう一つのクリンゴン語、クリンゴナーズ（英語: Klingonaase）を指すことが多い。

## 文字

クリンゴン語で使われる文字、ピカド（pIqaD）と、数字の一覧

クリンゴン語の文字はピカド（英語: pIqaD）と呼ばれ、21個の子音と5個の母音が存在する。ただし、通常はピカドの代わりにラテン文字で表される。尚、クリンゴン語のラテン文字表記においては、大文字と小文字でそれぞれ別の音を示す（Q, q以外は大文字か小文字のいずれかしか存在しない）。

## 発音
子音:b, ch, D, gh, H, j, l, m, n, ng, p, q, Q, r, S, t, tlh, v, w, y, '
母音:a, e, I, o, u

### 母音
|      | 前舌  |       | 中舌 | 後舌  |
| ---- | ----- | ----- | ---- | ----- |
| 狭   |       |       |      | u /u/ |
|      |       | I /ɪ/ |      |       |
| 半狭 |       |       |      |       |
| 半広 | e /ɛ/ |       |      | o /ɔ/ |
| 広   | a /a/ |       |      |       |

### 子音
|            |            | 唇音         | 唇音     | 舌頂音   | 舌頂音   | 舌背音   | 舌背音       | 舌背音       | 咽喉音 |
| 両唇音     | 唇歯音     | 歯茎音       | そり舌音 | 硬口蓋音 | 軟口蓋音 | 口蓋垂音 | 声門音       |              |        |
| ---------- | ---------- | ------------ | -------- | -------- | -------- | -------- | ------------ | ------------ | ------ |
| 破裂音     | 破裂音     | p /pʰ/ b /b/ |          | t /tʰ/   | D /ɖ/    |          |              | q /q/ Q /q͡χ/ | ' /ʔ/  |
| 鼻音       | 鼻音       | m /m/        |          | n /n/    |          |          | ng /ŋ/       |              |        |
| ふるえ音   | ふるえ音   |              |          | r /r/    |          |          |              |              |        |
| 摩擦音     | 摩擦音     |              | v /v/    |          | s /ʂ/    |          | H /x/ gh /ɣ/ |              |        |
| 接近音     | 接近音     |              |          |          |          | y /j/    |              |              |        |
| 側面接近音 | 側面接近音 |              |          | l /l/    |          |          |              |              |        |

| 有声両唇軟口蓋接近音 | w /w/ |

|        | 後部歯茎音 |
| ------ | ---------- |
| 無声音 | ch /t͡ʃ/    |
| 有声音 | j /d͡ʒ/     |

| 無声歯茎側面破擦音 | tlh /t͡ɬ/ |